# マイリトルポニー: エクエストリア・ガールズ - 忘れられた友情
『マイリトルポニー: エクエストリア・ガールズ - 忘れられた友情』（マイリトルポニーエクエストリア・ガールズわすれられたゆうじょう、英：My Little Pony: Equestria Girls - Forgotten Friendship）は、アメリカ合衆国とカナダのアニメーション映画。

## キャラクター
ウォールフラワー・ブラッシュ（Wallflower Blush）
声 - シャノン・チャン・ケント/戸松遥
何年も学校に通っていたが、学校に無視され忘れられていた、柔和で静かな女の子。記憶と記憶の断片の両方を消去できる魔法アーティファクトである「メモリーストーン」と呼ばれる項目を持っている。
彼女の行動を明らかにしトワイライトたちの記憶達を消そうとするが、最終的には失敗し償いをする。

## キャスト
左は英語版、右は日本版。
- トワイライトスパークル - タラ・ストロング/沢城みゆき
- アップルジャック - アシュレイ・ボール/徳井青空
- レインボーダッシュ - アシュレイ・ボール/橘田いずみ
- ピンキーパイ - アンドリア・リブマン/三森すずこ
- ラリティ - タバサ・セント・ジェルマン/佐々木未来
- フラッターシャイ - アンドリア・リブマン/加藤英美里
- サンセットシマー - レベッカ・ショイチェット/小清水亜美
- ウォールフラワー・ブラッシュ - シャノン・チャン・ケント/戸松遥